# Batalha de Cartum (2023-2025)

Situação em Cartum e Omdurman e arredores em 25 de março de 2025.
Presença das Forças Armadas Sudanesas (FAS)
Presença das Forças de Suporte Rápido (FSR)

Batalha de Cartum foi uma importante batalha pelo controle de Cartum, a capital do Sudão, com combates dentro e fora da cidade entre os paramilitares das Forças de Suporte Rápido (FSR) e as Forças Armadas Sudanesas (FAS). A batalha começou a 15 de abril de 2023, depois de as FSR terem capturado o Aeroporto Internacional de Cartum, várias bases militares e o palácio presidencial, dando início a uma série crescente de confrontos durante a Guerra Civil no Sudão. 
A batalha foi também a mais longa batalha contínua da história do Sudão, a mais longa da história numa capital africana e é uma das batalhas mais mortíferas registradas na história do país e de todo o continente africano, com mais de 61 mil mortos.
Inicialmente, foi relatado que as tensões aumentaram em Cartum e Merowe a 13 de abril de 2023, quando as forças do FSR se mobilizaram. Em resposta, as FAS emitiram uma declaração dizendo: “Existe a possibilidade de um confronto entre as FAS e as forças do FRS”, o que fez temer um conflito mais alargado. Na noite de 14 de abril de 2023, as forças do FSR atacaram o Aeroporto Internacional de Cartum, uma base militar e o palácio presidencial. Os combates espalharam-se de Cartum para os seus subúrbios, principalmente Omdurman, onde a sua ponte sobre o Nilo Branco foi em grande parte capturada pelas forças das FSR. Até 28 de abril de 2023, registaram-se mais de 500 mortes de civis em Cartum, incluindo um cidadão indiano, um cidadão iraquiano, um civil egípcio e um homem sudanês-americano que viajava com a sua família. A batalha foi marcada por uma guerra urbana extenuante.
Em janeiro de 2025, as FAS assumiu o controle do Nilo Oriental em 4 de março e, em 20 de março de 2025, avançou até 500 metros do Palácio Presidencial, apertando seu controle. No dia seguinte, o SAF confirmou seu controle sobre o Palácio Presidencial. Em 25 de março, as FAS assumiram o controle do Aeroporto Internacional de Cartum, depois que as forças da FSR recuaram depois que as forças da SAF se aproximaram de Jabal Awliya, que era o último ponto de conexão da FSR com Cartum. As FAS assumiram posteriormente o controlo do campo de Tiba al-Hassanab em Jabal Awliya, que foi descrito como o último reduto das FSR em Cartum e a sua principal base no centro do Sudão. Em 26 de março de 2025, o presidente do Conselho de Soberania de Transição, Abdel Fattah al-Burhan, anunciou no palácio presidencial que as SAF tinham tomado o controle da cidade, afirmando que "Cartum está livre".